# 喜㔟陽一
喜㔟 陽一（きせ よういち、1964年8月26日 - ）は、日本の鉄道実業家。2024年4月1日付で東日本旅客鉄道（JR東日本）代表取締役社長へ就任。国鉄が民営化され、JR東日本の発足後に入社した社員が社長に就任するのは初となる。

## 経歴
千葉県出身。千葉県立千葉高等学校を経て、1989年東京大学法学部卒業後、東日本旅客鉄道入社。人事畑を歩み、東日本旅客鉄道大宮支社人事課長、同社経営企画部課長などを経て、2014年同社人事部長、JR東日本総合研修センター所長。
2015年同社執行役員人事部長。2017年同社執行役員総合企画本部経営企画部長。2018年同社常務取締役総合企画本部長。2020年同社常務取締役事業創造本部長。
2021年同社代表取締役副社長社長補佐（全般）、事業創造本部長、ジェイアールグループ健康保険組合理事長、交通経済研究所理事。
2022年同社代表取締役副社長社長補佐（全般）、マーケティング本部長、品川開発担当、地方創生担当、初代JR東日本文化創造財団代表理事、日本交通協会監事。2024年4月1日付けで同社代表取締役社長に就任。

## 人物
- 趣味は、読書、街歩き、落語、ピアノ[5]。
- 2024年7月、毎日新聞のインタビューで一般ドライバーが自家用車で客を運ぶ「日本版ライドシェア」について、「何らかの関わりを持って地方の課題に向き合うことはありうる」と述べた。直接参入する可能性は低いとしながらも、交通系ICサービス「Suica」を進化させ、駅から観光地などへ向かう2次交通と切れ目なく接続できる機能の追加を検討していることを明らかにした[12]。

## 不祥事
2022年、新宿区の中華料理店で主催した懇親会において、飲み放題コースでの飲酒によって、参加者計14名の一部が大声で騒いだり、店内で嘔吐して汚す等店に迷惑をかけた。また、救急車2台が出動、1名が搬送され入院するなどの事態が生じ、「信用失墜につながった」として、報酬月額の1割を1ヶ月返上した。一方、飲酒の強要はなくアルコールハラスメントは確認されなかったとされた。もともと、体育会系で酒に強い人物で、飲み会の席では「乾杯の意味は杯を乾かすことである」と挨拶することが多く、酒を注がれる前にグラスを空にすべきという持論を持っていたとされる。